# Tyler Hill
Tyler Hill – wieś w Anglii, w hrabstwie Kent, w dystrykcie Canterbury. Leży 4 km na północ od miasta Canterbury i 86 km na wschód od centrum Londynu.